# Toshihiro Arai
Toshihiro Arai (新井敏弘 Arai Toshihiro?, Isesaki-shi, Gunma; 25 de diciembre de 1966), también conocido como Toshi Arai, es un piloto de rally japonés que ha competido en el Campeonato Mundial de Rally entre 1997 y 2010. Ha sido campeón del Campeonato de Producción en 2005 y 2007 con un Subaru Impreza WRX STI y de la Copa FIA para Equipos en 2000.
En 2011 compitió en el Campeonato Mundial de Turismos en el equipo Chevrolet.

## Resultados

### Campeonato Mundial de Rally
| Año     | Equipo                        | Automóvil              | 1       | 2       | 3       | 4       | 5       | 6       | 7       | 8       | 9       | 10     | Pos. | Puntos |
| ------- | ----------------------------- | ---------------------- | ------- | ------- | ------- | ------- | ------- | ------- | ------- | ------- | ------- | ------ | ---- | ------ |
| 1997    | Subaru Rally Team Japan       | Subaru Impreza 555     | AUS 16  |         |         |         |         |         |         |         |         |        | NC   | 0      |
| 1998    | Subaru Rally Team Japan       | Subaru Impreza WRX     | NZL EX  |         |         |         |         |         |         |         |         |        | NC   | 0      |
| 1998    | Toshihiro Arai                | Subaru Impreza WRX     |         | AUS Ret | GBR Ret |         |         |         |         |         |         |        | NC   | 0      |
| 1999    | Subaru Allstars Endless Sport | Subaru Impreza WRC 98  | POR Ret | ESP 21  | FRA 16  | GRC 9   |         |         |         |         |         |        | NC   | 0      |
| 1999    | Subaru Rally Team Japan       | Subaru Impreza WRX     |         |         |         |         | NZL 13  |         |         |         |         |        | NC   | 0      |
| 1999    | STi Club Rally Team           | Subaru Impreza WRX     |         |         |         |         |         | CHN 7   |         |         |         |        | NC   | 0      |
| 1999    | Subaru Rally Team Japan       | Subaru Impreza 555     |         |         |         |         |         |         | AUS 8   |         |         |        | NC   | 0      |
| 2000    | Spike Subaru Team             | Subaru Impreza WRC 99  | KEN 6   | ESP 16  | GRC 4   | NZL Ret | CYP 9   |         | GBR Ret |         |         |        | 13.º | 4      |
| 2000    | Spike Subaru Team             | Subaru Impreza 555     |         |         |         |         |         | AUS 13  |         |         |         |        | 13.º | 4      |
| 2001    | Subaru World Rally Team       | Subaru Impreza WRC 01  | POR Ret | ARG 8   | CYP 4   | GRE Ret | KEN Ret | NZL 14  | ITA Ret | FRA Ret | AUS Ret | GBR 10 | 18.º | 3      |
| 2002    | Toshihiro Arai                | Subaru Impreza 555     | SWE 25  |         |         |         |         |         |         |         |         |        | NC   | 0      |
| 2002    | Spike Subaru Team             | Subaru Impreza WRX     |         | CYP Ret | ARG 11  |         | KEN Ret |         | NZL Ret | AUS 14  |         |        | NC   | 0      |
| 2002    | 555 Subaru World Rally Team   | Subaru Impreza WRC 02  |         |         |         | GRE 13  |         | GER Ret |         |         |         |        | NC   | 0      |
| 2003    | Subaru Production Rally Team  | Subaru Impreza WRX     | SWE Ret | NZL 11  | ARG 9   | CYP 9   | AUS Ret | FRA 17  |         |         |         |        | NC   | 0      |
| 2004    | Subaru Team Arai              | Subaru Impreza WRX STi | SWE 26  | MEX 13  | NZL 15  | ARG Ret | GER 18  | JPN 9   | AUS 8   |         |         |        | 34.º | 1      |
| 2005    | Subaru Team Arai              | Subaru Impreza WRX STi | SWE 17  | NZL 14  | CYP 21  | TUR 14  | JPN 12  | AUS 9   |         |         |         |        | NC   | 0      |
| 2006    | Subaru Team Arai              | Subaru Impreza WRX STi | MEX 9   | ARG 30  | GRE 21  |         | CYP 22  | AUS Ret | NZL 30  |         |         |        | 25.º | 3      |
| 2006    | Subaru World Rally Team       | Subaru Impreza WRC 06  |         |         |         | JPN 6   |         |         |         |         |         |        | 25.º | 3      |
| 2007    | Subaru Team Arai              | Subaru Impreza WRX STi | SWE 23  | MEX 11  | ARG 10  | GRE 15  | NZL 13  | JPN 29  |         |         |         |        | NC   | 0      |
| 2008    | Subaru Team Arai              | Subaru Impreza STi N14 | SWE 15  | ARG Ret | GRE Ret | TUR Ret | NZL Ret | JPN 12  |         |         |         |        | NC   | 0      |
| 2009    | Subaru Team Arai              | Subaru Impreza STi N14 | NOR Ret | CYP 13  | ARG 12  | GRC 10  | FIN     | AUS Ret | GBR 13  |         |         |        | NC   | 0      |
| 2010    | Subaru Team Arai              | Subaru Impreza STi N15 | MEX 11  | NZL 26  | DEU 34  | JPN Ret | FRA 23  |         |         |         |         |        | NC   | 0      |
| 2010    | Subaru Team Arai              | Subaru Impreza STi     |         |         |         |         |         | GBR 30  |         |         |         |        | NC   | 0      |
| Fuente: |                               |                        |         |         |         |         |         |         |         |         |         |        |      |        |

### Rally Dakar
| Año     | Categoría | Copiloto       | Vehículo | Posición | Etapas |
| ------- | --------- | -------------- | -------- | -------- | ------ |
| 1997    | Coches    | Gérard Gouviez | Isuzu    | 29.º     | -      |
| Fuente: |           |                |          |          |        |

### PWRC
| Año  | Equipo                       | Automóvil              | 1       | 2       | 3       | 4       | 5       | 6      | Pos. | Puntos |
| ---- | ---------------------------- | ---------------------- | ------- | ------- | ------- | ------- | ------- | ------ | ---- | ------ |
| 2002 | Toshihiro Arai               | Subaru Impreza 555     | SWE 2   |         |         |         |         |        | 4.º  | 22     |
| 2002 | Spike Subaru Team            | Subaru Impreza WRX     |         | CYP Ret | ARG 2   | KEN Ret | NZL Ret | AUS 1  | 4.º  | 22     |
| 2003 | Subaru Production Rally Team | Subaru Impreza WRX     | SWE Ret | NZL 1   | ARG 1   | CYP 1   | AUS Ret | FRA 2  | 2.º  | 38     |
| 2004 | Subaru Team Arai             | Subaru Impreza WRX STi | SWE 6   | MEX 2   | NZL 5   | ARG Ret | DEU 4   | AUS 2  | 2.º  | 30     |
| 2005 | Subaru Team Arai             | Subaru Impreza WRX STi | SWE 1   | NZL 2   | CYP 7   | TUR 1   | JPN 1   | AUS 1  | 1.º  | 50     |
| 2006 | Subaru Team Arai             | Subaru Impreza WRX STi | MEX 1   | ARG 8   | GRE 5   | CYP 6   | AUS Ret | NZL 9  | 6.º  | 18     |
| 2007 | Subaru Team Arai             | Subaru Impreza WRX STi | SWE 6   | MEX 2   | ARG 2   | GRE 1   | NZL 1   | JPN 10 | 1.º  | 39     |
| 2008 | Subaru Team Arai             | Subaru Impreza STi N14 | SWE 6   | ARG Ret | GRE Ret | TUR Ret | NZL Ret | JPN 3  | 12.º | 9      |
| 2009 | Subaru Team Arai             | Subaru Impreza STi N14 | NOR Ret | CYP 4   | ARG 3   | GRE 3   | AUS Ret | GBR 2  | 5.º  | 25     |
| 2010 | Subaru Team Arai             | Subaru Impreza STi N15 | MEX 2   | NZL 4   | DEU 6   | JPN Ret | FRA 3   | GBR 9  | 5.º  | 55     |

### Campeonato Mundial de Turismos
(Clave) (negrita indica pole position) (cursiva indica vuelta rápida)

| Año  | Equipo    | Automóvil            | 1     | 2     | 3     | 4     | 5     | 6     | 7     | 8     | 9     | 10    | 11    | 12    | 13    | 14    | 15    | 16    | 17    | 18    | 19       | 20       | 21    | 22    | 23    | 24    | Pos. | Puntos |
| ---- | --------- | -------------------- | ----- | ----- | ----- | ----- | ----- | ----- | ----- | ----- | ----- | ----- | ----- | ----- | ----- | ----- | ----- | ----- | ----- | ----- | -------- | -------- | ----- | ----- | ----- | ----- | ---- | ------ |
| 2011 | Chevrolet | Chevrolet Cruze 1.6T | BRA 1 | BRA 2 | BEL 1 | BEL 2 | ITA 1 | ITA 2 | HUN 1 | HUN 2 | CZE 1 | CZE 2 | POR 1 | POR 2 | GBR 1 | GBR 2 | GER 1 | GER 2 | ESP 1 | ESP 2 | JPN 1 13 | JPN 2 15 | CHN 1 | CHN 2 | MAC 1 | MAC 2 | NC   | 0      |